# Google Spaces
Google Spaces war ein Gruppenmessenger des US-amerikanischen Unternehmens Google. Spaces war vom Mai 2016 bis zum 17. April 2017 verfügbar und erlaubte es registrierten Nutzern mit einer Gmail-Adresse, Links, Bilder und Texte mit einer Gruppe zu teilen. Das Produkt war für Android und iOS als Webanwendung und als Chrome-Erweiterung verfügbar. Geteilte Inhalte konnten in der Gruppe kommentiert werden. Um einer Gruppe beizutreten, musste der Ersteller der Gruppe dem Benutzer einen Link freigeben.
Nachdem im Jahre 2020 der viele Produkte umfassende Dienst G Suite umbenannt wurde in Google Workspace und 2021 um das Angebot 'Workspace Individual' ergänzt und – anfangs nur in den USA, Kanada, Mexiko, Brasilien, Australien und Japan – für alle Nutzer geöffnet wurde, benannte man den Dienst Google Rooms in Spaces um. Google Spaces hilft Teams und Einzelpersonen, Texte auszutauschen.